# Raparna discoinsignita
Raparna discoinsignita là một loài bướm đêm trong họ Noctuidae.